# Daniel Toscan du Plantier
Daniel Toscan du Plantier (Chambéry, 7 aprile 1941 – Berlino, 11 febbraio 2003) è stato un produttore cinematografico francese.

## Biografia
Di antica famiglia aristocratica, figlio dell'industriale Jacques Toscan du Plantier e di Françoise de Ganay, Daniel Toscan du Plantier si diploma all'Institut d'études politiques de Paris, quindi lavora per dieci anni in campo pubblicitario, dirigendo la Régie Presse, filiale del gruppo Publicis.
Si dedica alla produzione cinematografica a partire dal 1975, quando affianca Nicolas Seydoux come direttore generale aggiunto alla Gaumont, dove rimane fino al 1985, quando diventa direttore dell'Erato Disques e dell'Erato Films (dal 1997 Euripide Productions).
Dal 1988 è presidente di Unifrance e dal 1992 dell'Académie des arts et techniques du cinéma. Nel 1995 crea con il giornalista americano di Newsweek Edward Behr i Premi Lumière, su modello dei Golden Globe.
Muore per attacco cardiaco l'11 febbraio 2003, mentre sta partecipando al Festival di Berlino. Nei giorni seguenti gli viene reso doveroso omaggio alle cerimonie dei Premi Lumière e dei Premi César. È sepolto al cimitero di Père-Lachaise.

### Vita privata
Daniel Toscan du Plantier è stato sposato più volte: con Marie-Christine Barrault, da cui ha avuto i figli David e Ariane; dal 1982 al 1987 con Francesca Comencini, da cui ha avuto Carlo; dal 1990 con Sophie Bouniol, morta il 23 dicembre 1996, in Irlanda, nella contea di Cork, vittima di un assassinio rimasto insoluto; dal 1998 alla morte con Melita Nikolic, da cui ha avuto Tosca e Maxime.

## Omaggi
Dal 2008 l'Académie des arts et techniques du cinéma assegna un premio a lui dedicato, le Prix Daniel Toscan du Plantier, a un produttore che si sia particolarmente distinto nell'anno precedente.
Nel 2010 la regista Isabelle Partiot-Pieri ha realizzato un documentario su di lui intitolato Toscan, presentato al Festival di Cannes.

## Filmografia

### Produttore
- Cugino, cugina (Cousin, cousine), regia di Jean-Charles Tacchella (1975)
- La merlettaia (La dentellière), regia di Claude Goretta (1977)
- Il diavolo probabilmente (Le diable probablement), regia di Robert Bresson (1977)
- Nosferatu, il principe della notte (Nosferatu: Phantom der Nacht), regia di Werner Herzog (1979) (non accreditato)
- La città delle donne, regia di Federico Fellini (1980)
- Fanny e Alexander (Fanny och Alexander), regia di Ingmar Bergman (1982) (non accreditato)
- Il mondo nuovo (La Nuit de Varennes), regia di Ettore Scola (1982)
- L'Argent, regia di Robert Bresson (1983)
- Nostalghia, regia di Andrej Tarkovskij (1983)
- Ai nostri amori (À nos amours), regia di Maurice Pialat (1983)
- Travelling avant, regia di Jean-Charles Tacchella (1987)
- Sotto il sole di Satana (Sous le soleil de Satan), regia di Maurice Pialat (1987) (produttore delegato)
- La luce del lago (La lumière du lac), regia di Francesca Comencini (1988)
- La bohème, regia di Luigi Comencini (1988)
- Il cuoco, il ladro, sua moglie e l'amante (The Cook the Thief His Wife & Her Lover), regia di Peter Greenaway (1989) (co-produttore)
- Boris Godounov, regia di Andrzej Żuławski (1989)
- Dottor Korczak (Korczak), regia di Andrzej Wajda (1990)
- Shakha Proshakha, regia di Satyajit Ray (1990)
- Lo straniero (Agantuk), regia di Satyajit Ray (1991) (produttore esecutivo)
- Au pays des Juliets, regia di Mehdi Charef (1992)
- Il sosia - Che fatica essere se stessi (Grosse fatigue), regia di Michel Blanc (1994)
- Navodneniye, regia di Igor Minaiev (1994)
- Tutti i giorni è domenica (Tous les jours dimanche), regia di Jean-Charles Tacchella (1994)
- Madame Butterfly, regia di Frédéric Mitterrand (1995)
- Désiré, regia di Bernard Murat (1996)
- Quadrille, regia di Valérie Lemercier (1997)
- Le bassin de J.W., regia di João César Monteiro (1997)
- L'immagine del desiderio (La femme de chambre du Titanic), regia di Bigas Luna (1997)
- Le comédien, regia di Christian de Chalonge (1997)
- La dilettante, regia di Pascal Thomas (1999)
- Civilisées, regia di Randa Chahal Sabag (1999)
- Les savates du bon Dieu, regia di Jean-Claude Brisseau (2000) (produttore delegato)
- Le conte du ventre plein, regia di Melvin Van Peebles (2000) (produttore delegato)
- Tosca, regia di Benoît Jacquot (2001)
- En territoire indien, regia di Lionel Epp (2003)
- Là-haut, un roi au-dessus des nuages, regia di Pierre Schoendoerffer (2003)

### Attore
- I miei vicini sono simpatici (Des enfants gâtés), regia di Bertrand Tavernier (1977)
- Les cent et une nuits de Simon Cinéma, regia di Agnès Varda (1995)
- I miserabili (Les misérables), regia di Claude Lelouch (1995)